# Izrael na Mistrzostwach Europy w Lekkoatletyce 2014
Izrael na Mistrzostwach Europy w Lekkoatletyce 2014 – reprezentacja Izraela podczas Mistrzostw Europy w Zurychu liczyła 10 zawodników.

## Występy reprezentantów Izraela

### Mężczyźni

#### Konkurencje biegowe
| Konkurencja                   | Zawodnik       | Eliminacje | Eliminacje | Półfinał | Półfinał | Finał    | Finał |
| Konkurencja                   | Zawodnik       | Rezultat   | Poz.       | Rezultat | Poz.     | Rezultat | Poz.  |
| ----------------------------- | -------------- | ---------- | ---------- | -------- | -------- | -------- | ----- |
| Bieg na 400 m                 | Donald Sanford | 46,18 Q    | 19.        | 45,39 q, | 3.       | 45,27    |       |
| Bieg na 3000 m z przeszkodami | Noam Nee'man   | 8:45,33    | 22.        | —        | —        | NQ       | NQ    |
| Bieg na 10 000 m              | Himro Alame    | —          | —          | —        | —        | 30:04,95 | 17.   |
| Bieg na 10 000 m              | Girmaw Amare   | —          | —          | —        | —        | 30:53,87 | 18.   |
| Maraton                       | Yimharan Yosef | —          | —          | —        | —        | 2:24:26  | 40.   |
| Maraton                       | Berihun Wuve   | —          | —          | —        | —        | 2:24:39  | 41.   |
| Maraton                       | Amir Ramon     | —          | —          | —        | —        | 2:30:45  | 50.   |
| Maraton                       | Zohar Zimro    | —          | —          | —        | —        | DNF      | DNF   |

### Kobiety

#### Konkurencje techniczne
| Zawodniczka | Konkurencja     | Eliminacje | Eliminacje | Finał    | Finał   |
| Zawodniczka | Konkurencja     | Rezultat   | Pozycja    | Rezultat | Pozycja |
| ----------- | --------------- | ---------- | ---------- | -------- | ------- |
| Skok wzwyż  | Ma'ayan Shahaf  | 1,85 q     | 11.        | 1,85     | 14.     |
| Trójskok    | Hanna Kniaziewa | DNS        | DNS        | NQ       | NQ      |